# Foners

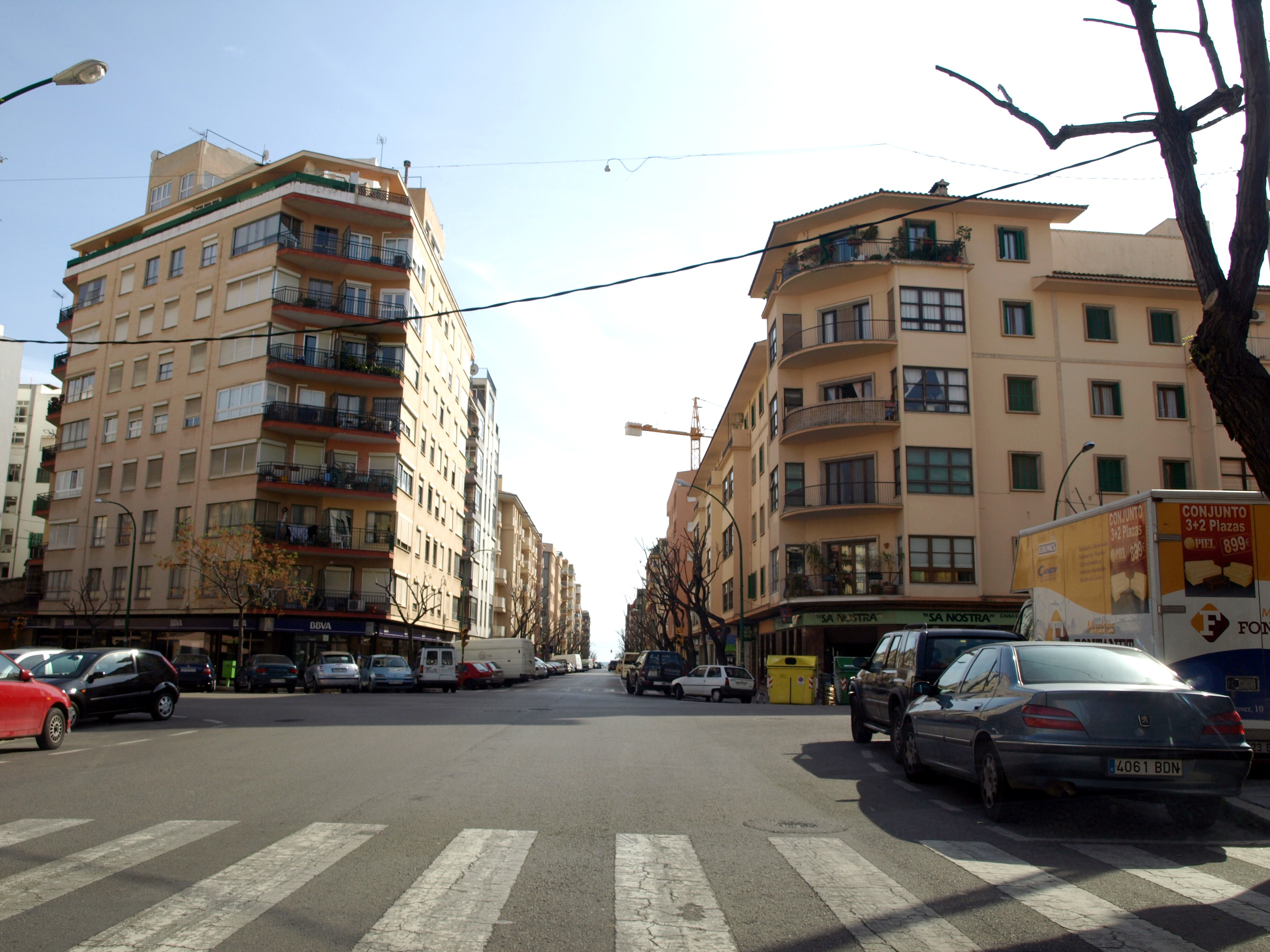
Calle Joan Alcover.

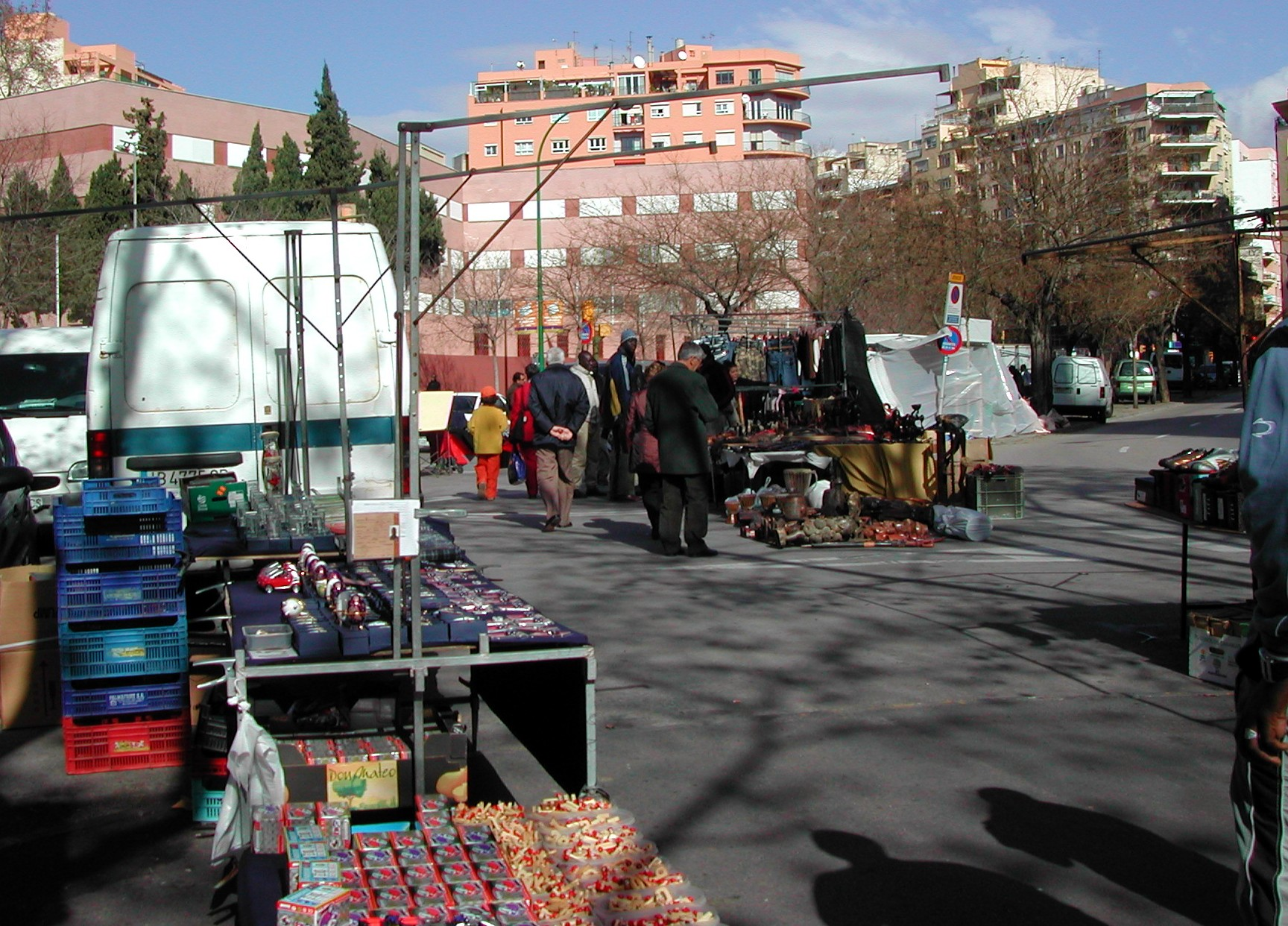
Mercadillo en las Avenidas.

Foners es un barrio situado en el distrito de Levante de la ciudad de Palma de Mallorca, en Baleares, España.
Se originó como parte del ensanche de la ciudad debido al Plan Calvet, aprobado en 1901, que urbanizó todo el territorio situado fuera del recinto de las murallas.
El barrio de Foners está delimitado por los barrios de La Calatrava, El Mercado, Pedro Garau, Polígono de Levante, Can Pere Antoni y la zona portuaria. Está cruzado por la calle Foners, que no es más que el inicio de la antigua carretera de Llucmajor.
La disposición de las calles corresponde a un urbanismo de tipo radial. Las calles no son uniformes, como en el ensanche de Barcelona: existen calles principales como la avenida de 40 metros y Manacor de 30 metros de amplitud; las calles secundarias de 20 metros como Foners, Ricardo Ortega, Pérez Galdós y Joan Maragall. El plan preveía la disposición de plazas en las intersecciones de las principales calles. El estilo de casas que se construyeron eran viviendas unifamiliares de una o dos plantas con patios o pequeños huertos o corrales en la parte posterior.
El proceso de urbanización fue muy lento y en 1920 aunque casi todas las calles estaban ya construidas sólo se había urbanizado una pequeña zona cerca de las avenidas, en la calle Manacor, en la calle Ricardo Ortega y varias casas dispersas por los alrededores.
En 1913 se construyó una pequeña parroquia en la calle Ricardo Ortega conocida como Sa Misseta. En 1958 fue sustituida por la actual iglesia de la Santísima Trinidad, de estilo neoclásico. En 1931 se construyó la actual escuela Alexandre Rosselló. En esta zona se construyeron varias naves industriales que originarían actividad industrial y que permanecerían hasta los años 70, década en la que se construyó el Polígono industrial de Son Castelló.
El Plan de Urbanismo de Gabriel Alomar Esteve del año 1940 permitió la construcción de viviendas plurifamiliares y en 1948 se inauguró la primera finca de promoción pública. El desarrollo económico durante las décadas de 1960 y 1970 y la inmigración provocó que la zona fuese completamente urbanizada con edificios de pisos que componen el estilo arquitectónico actual.
En el barrio hay edificios oficiales de la Consejería de Agricultura, Medio Ambiente y Territorio, así como la sede de la compañía Telefónica y la ONCE.
Por el barrio atraviesan distintas líneas de autobuses de la Empresa Municipal de Transportes de Palma de Mallorca (EMT), como la línea 12, 7, 24, 14, 18, 32 ,27, 39 etc.
- Datos: Q8961946
- Multimedia: Barri Foners / Q8961946